# Ligne du Sud-Ouest
Vous lisez un « bon article » labellisé en 2007.

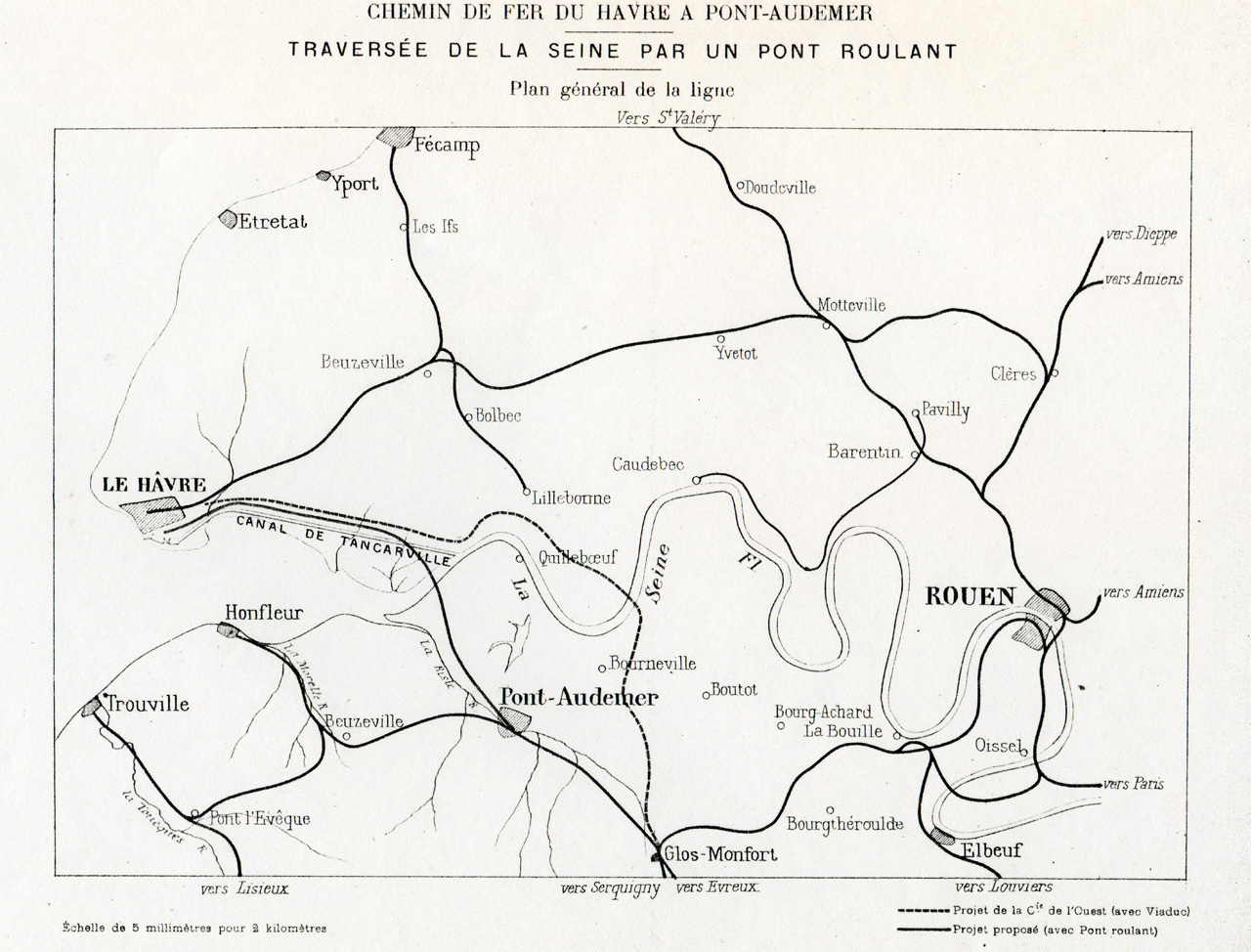
Carte de deux variantes de la ligne du Sud-Ouest émanant de la Compagnie des chemins de fer de l'Ouest, l'une avec traversée de la Seine par bac porte-trains, l'autre par l'intermédiaire d'un viaduc.

La ligne du Sud-Ouest désigne le chemin de fer qui devait relier, au tournant des XIXe et XXe siècles, le port du Havre à la rive gauche de la Seine, et, au-delà, à l'ouest et au sud-ouest de la France, grâce au franchissement du fleuve près de l'estuaire.
Durant une soixantaine d'années, ce projet ferroviaire a mobilisé les énergies régionales, en particulier havraises, mais il a été aussi une pomme de discorde entre les principales villes haut-normandes (Rouen et Le Havre). L'opposition systématique des Rouennais à un ouvrage d'art lancé en aval de leur cité, obstacle potentiel à la navigation des bâtiments de haute mer remontant la Seine jusqu'à leur port, fit, en grande partie, échouer la réalisation de la ligne et menaça jusqu'à l'unité du département de Seine-Inférieure.

## Une longue gestation
L'idée de construire ce qu'on appela plus tard la ligne du Sud-Ouest est sans doute contemporaine de l'inauguration du chemin de fer Rouen - Le Havre en 1847, seconde étape de la radiale reliant Paris à la mer. L'itinéraire mettant en communication les deux grandes cités normandes, établi sur le plateau cauchois à une vingtaine de kilomètres au nord du cours sinueux de la Seine, avait nécessité l'édification de nombreux ouvrages d'art, cinq tunnels et trois viaducs, dont celui de Barentin qui s'était écroulé en janvier 1846 quelques mois avant sa mise en service. Les Havrais purent alors prendre conscience de l'insuffisance pour leur ville portuaire de l'unique voie ferrée truffée de réalisations architecturales rares en zone non montagneuse (outre le viaduc de Barentin, on peut citer celui de Mirville ou le tunnel de Pissy-Pôville), mais vulnérables. Une autre ligne s'avérait donc nécessaire pour assurer la sécurité des communications de la Porte Océane.
Il fallut pourtant attendre le début des années 1870 et la fin des travaux d'endiguement de l'estuaire de la Seine liés à la construction du canal de Tancarville pour voir apparaître les projets initiaux. En 1870, un entrepreneur parisien, Fresson, suggérait l'établissement d'une voie ferrée d'intérêt local à voie normale entre Le Havre et Rouen par la rive droite (Caudebec, Duclair) mais beaucoup plus près du fleuve que le chemin de fer du plateau cauchois.

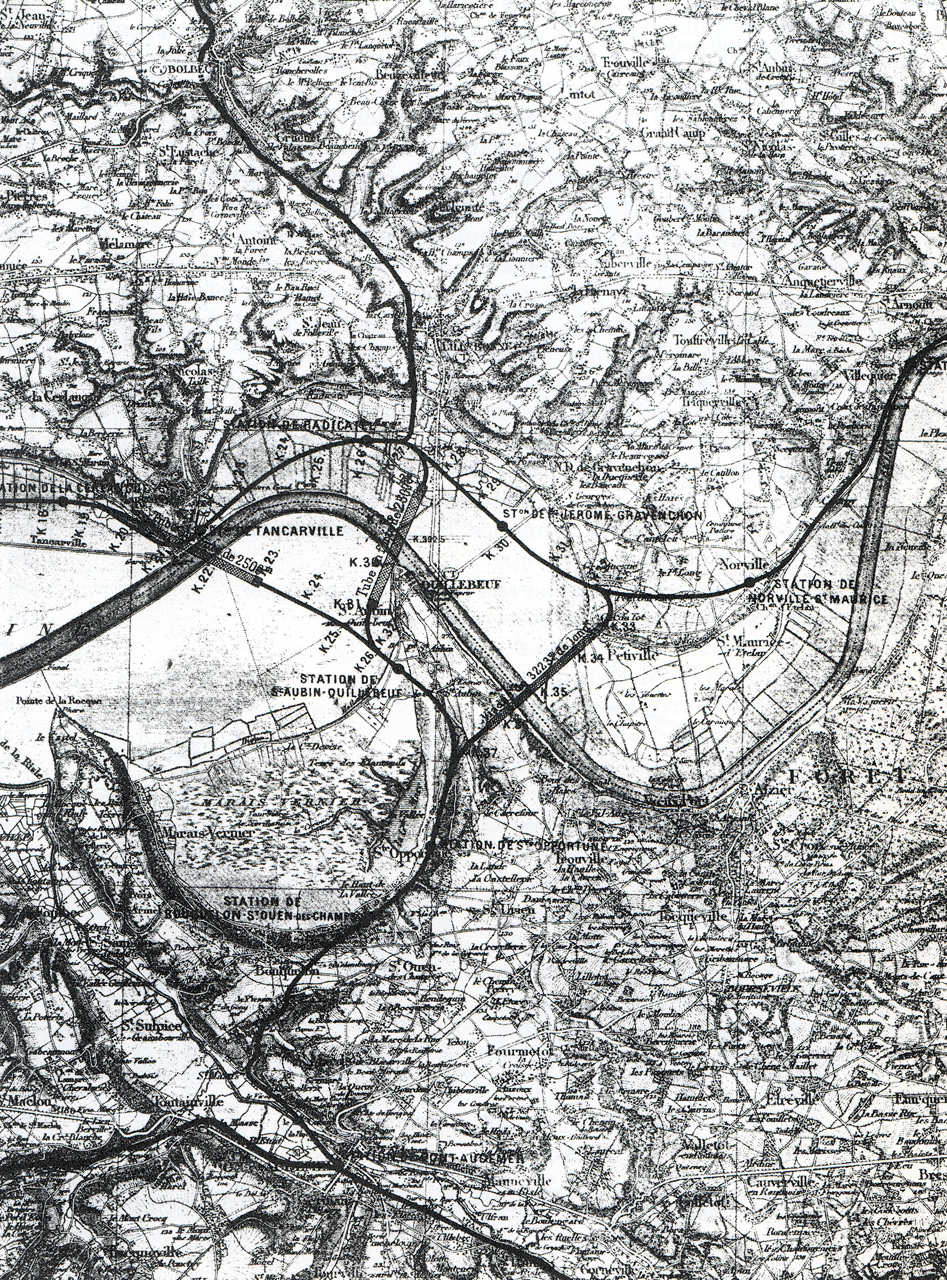
La ligne du Sud-Ouest donna lieu à de nombreux projets; ici, deux tracés de ligne avec franchissement de la Seine par tunnel (en aval), un troisième par viaduc plus en amont.

Ce projet fut vite abandonné et remplacé en 1871 par une proposition de Delahante et Girard qui prévoyait la construction, toujours à titre d'intérêt local, de deux itinéraires. L'un aurait relié les deux grandes cités normandes par un tracé presque similaire à celui de Fresson, l'autre aurait permis de mettre en communication Le Havre et le département de l'Eure avec la traversée de la Seine entre Port-Jérôme et Quillebeuf par un bac porte-trains assurant le passage des convois d'une rive à l'autre sans rupture de charge. Un chemin de fer, établi dans l'Eure entre la station de Pont-Audemer et les berges du grand fleuve, aurait assuré la continuité du trafic vers les régions du Centre ou de l'Atlantique. La ligne du Sud-Ouest était donc pour la première fois évoquée. Ce projet fut également enterré dès 1873 à cause de l'hostilité grandissante de la Compagnie des Chemins de Fer de l'Ouest qui, tout en reconnaissant l'utilité de ces tronçons, ne supportait pas de voir sa suprématie menacée dans la région.
Ce coup du sort mit en sommeil pour quelque temps la question, mais, en 1879, deux événements permirent une relance des propositions. Ce fut d'abord l'inscription, sous le numéro 43, de la « ligne de Pont-Audemer à Port-Jérôme avec bac à vapeur sur la Seine » dans la loi de classement du 17 juillet dite loi Freycinet, destinée à compléter les mailles du filet ferroviaire. Ce fut également, le 26 octobre, le discours prononcé par Gambetta devant les principales personnalités havraises qui resta fameux dans la mémoire des partisans de la voie ferrée du Sud-Ouest :

« Je faisais des comparaisons entre vos quais, entre vos bassins, entre les moyens d'écoulement de vos produits. Je pensais à ce qu'il y avait véritablement d'humiliant pour nous - non pour vous, gens du Havre, mais pour nous Français - de penser qu'un grand centre, qu'un grand foyer d'appel des marchandises du monde entier pourrait être réduit, pour quelques rubans d'acier qui lui faisaient défaut, à ne pouvoir soutenir la lutte, à ne pouvoir se trouver en communication directe avec le Nord, ni avec le Centre, ni avec l'Ouest de la France. Messieurs, c'est une situation qui ne peut durer. Je ne parle ici que comme simple citoyen. Je ne mets à votre disposition que le concours de ma parole individuelle et libre. Mais s'il dépend de moi de pousser à cette question, certainement, vous ne resterez plus bloqués par derrière tandis que la mer vous sollicite par devant. »

De nouvelles études furent menées dans lesquelles on évoquait avec de plus en plus d'insistance une liaison fixe, viaduc ou tunnel, pour la traversée de la Seine.

## Le temps des grands projets

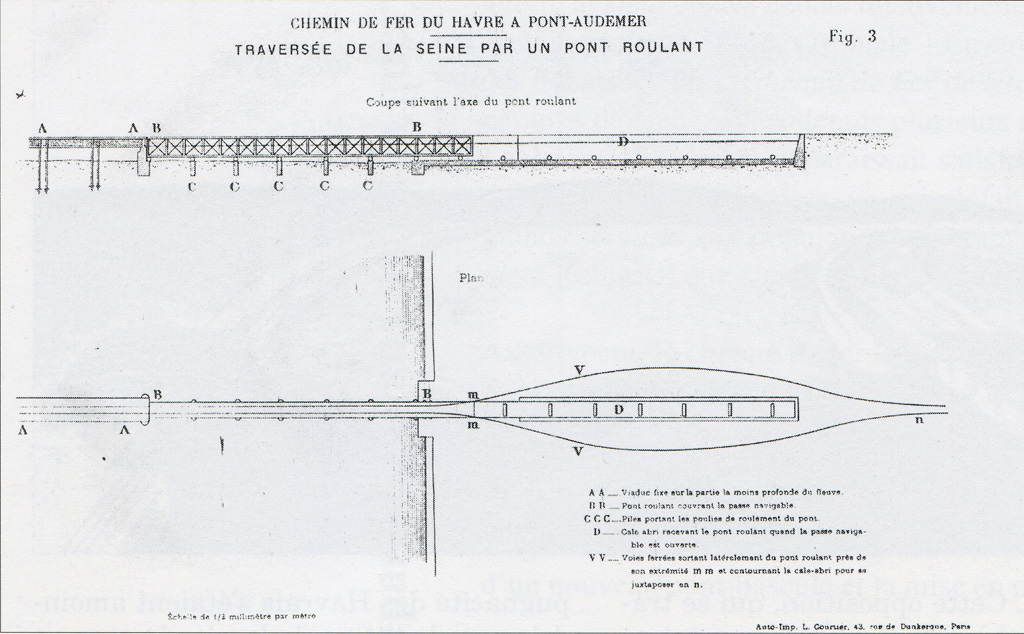
Projet Danisy-Martin de pont roulant immergé (1895).

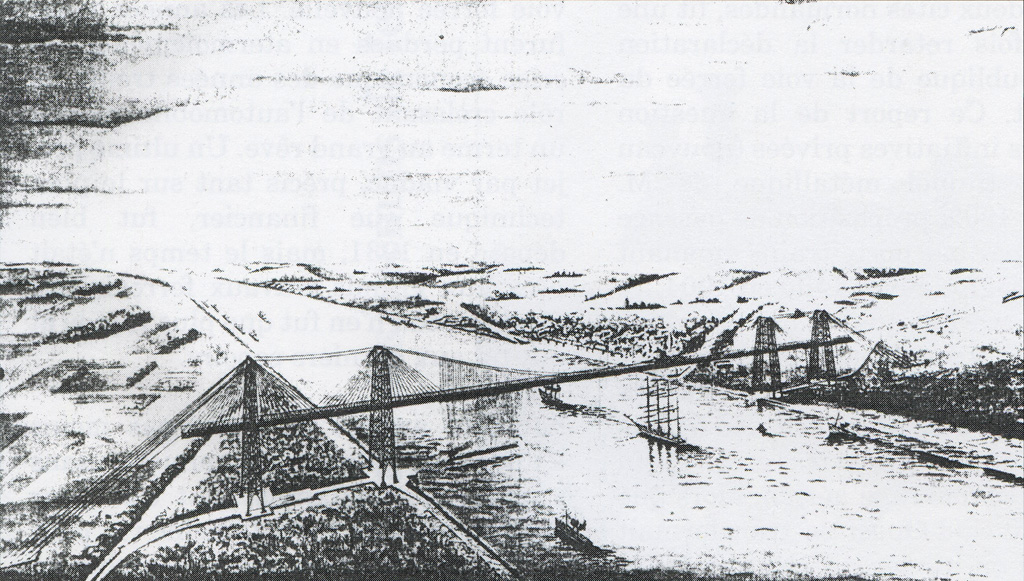
Le projet de pont transbordeur de Ferdinand Arnodin (1897).

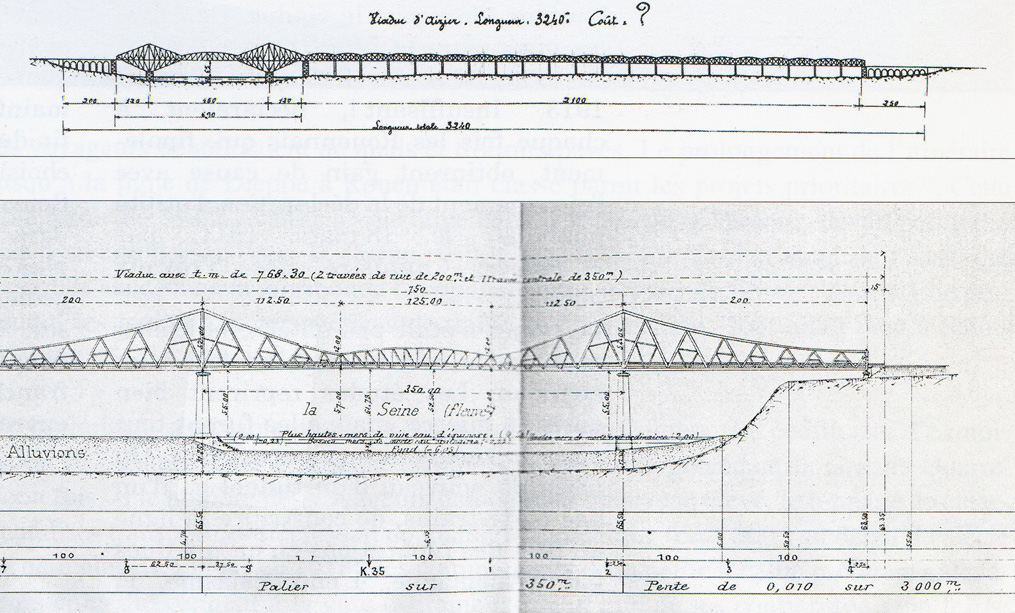
Projet de viaduc de type cantilever émanant de la Cie des chemins de fer de l'Ouest (1900).

L'année 1883 marque un tournant dans l'histoire de la liaison du Sud-Ouest : l'inscription d'une voie ferrée de Pont-Audemer au Havre par Lillebonne et passage du grand fleuve normand en amont de Port-Jérôme dans le tableau A du projet Freycinet adopté par la loi du 19 novembre 1883 permit le lancement d'études approfondies. Une première proposition élaborée en 1886 par Cordier, préconisait la traversée souterraine de la Seine par un tunnel en maçonnerie à voie unique. Compte tenu des difficultés de percement de l'ouvrage dans des terrains alluvionnaires instables, cette solution fut écartée en 1888.
Ce n'était que partie remise car sous l'impulsion du maire du Havre, Louis Brindeau, la dernière décennie du XIXe siècle vit éclore de multiples avant-projets :
- En 1891, l'ingénieur Jean Berliet proposait le franchissement de la Seine en un endroit encore mal déterminé près de Port-Jérôme par un tunnel de 4 500 mètres divisé en deux parties : la première, longue de 2 000 mètres et creusée dans un terrain stable, aurait été maçonnée, la seconde, établie dans les alluvions et constituée d'un tube métallique de 2 500 mètres. Ce dernier, réalisé pour une voie, aurait eu un diamètre de 5,50 mètres, laissant disponible un cercle de 5,20 mètres, et aurait été formé par la juxtaposition d'anneaux en fonte de 0,50 mètre de long, réalisés par l'assemblage de douze plaques identiques[6].
- En 1892, c'était au tour de la Compagnie de l'Ouest de proposer sa solution. Il était envisagé cette fois, à hauteur d'Aizier (à quinze kilomètres en amont de Port-Jérôme), un viaduc de 2 800 mètres dont 2 300 mètres pour l'ouvrage d'accès sur la plaine d'alluvions de la rive droite. La travée centrale en acier d'une ouverture de 350 mètres aurait eu un tirant d'air de 45 à 50 mètres, respectant les exigences de la navigation qui fréquentait le port de Rouen[5].
- En 1895, fut déposé l'avant-projet de Danisy-Martin, sans doute le plus original et le plus spectaculaire. Le franchissement de la Seine aurait été effectué à l'aide d'un pont immergé, fondation assise au fond de l'eau et composée d'un massif de béton, reposant sur des pieux à vis fortement engagés dans un terrain solide. Sur cette construction auraient été mis en place des rails utilisés comme chemin de roulement par un chariot transbordeur dont le tablier supérieur était destiné à recevoir des trains[7].
- En 1897, Arnodin, un des grands ingénieurs de son temps, proposa la construction d'une voie ferrée d'intérêt local entre Le Havre et Pont-Audemer avec traversée du grand fleuve normand au moyen d'un pont transbordeur. Cet ouvrage de 560 mètres, composé d'un tablier supérieur établi à grande hauteur (60 mètres) et placé entre deux pylônes laissant entre eux une passe maritime de 400 mètres, aurait offert un bel exemple de l'architecture métallique à proximité de l'estuaire. Sur le tablier aurait roulé un chariot auquel aurait été attachée, par l'intermédiaire de câbles en acier, une nacelle capable d'emporter un petit convoi ferroviaire[5].

Tous ces projets étaient, certes, très intéressants sur le plan technique mais les Havrais attendaient désespérément la réalisation de la ligne du Sud-Ouest. Les autorités, le ministère des Travaux publics en particulier, semblaient tout faire pour retarder la construction de cet itinéraire si utile pour le grand port de la Manche. Ce fut seulement le 6 février 1900 que M. Baudin, ministre des Travaux publics, autorisa la mise à l'enquête du chemin de fer traversant la Seine, dix-sept ans après l'adoption du tableau A de son prédécesseur.
Deux nouveaux projets virent le jour et donnèrent lieu à une enquête d'utilité publique :
- le premier de la Compagnie des Chemins de Fer de l'Ouest qui reprenait la construction à hauteur d'Aizier d'un viaduc de 2 300 mètres de long et 57 mètres de tirant d'air[9] ;
- le second des ingénieurs de l'État qui proposaient le percement d'un tunnel de 6 800 mètres près de Tancarville[10].

## L'échec de la construction de la ligne
Les résultats des études à peine publiés, les Rouennais, jusqu'alors bien silencieux, se déchaînèrent sous la conduite de Richard Waddington (conseiller général de Darnétal et président de la Chambre de commerce et d'industrie). Ils reprochaient au viaduc de compromettre, par un tirant d'air insuffisant, l'accès des navires de haute mer jusqu'à leur port et de menacer la sécurité de la navigation sur le fleuve en cas de destruction accidentelle ou durant un conflit. Le tunnel avait leur préférence mais ils exigeaient qu'il soit enfoui assez profondément pour permettre, dans l'avenir, l'arrivée dans les bassins rouennais de bateaux à tirant d'eau important. Voilà d'ailleurs ce que déclarait Waddington lors d'une réunion de la Chambre de commerce et d'industrie de Rouen, le 7 juillet 1900 :

« Des deux solutions qui paraissent également coûteuses, la Chambre, à l'unanimité, estime que la seule acceptable est celle qui assure, dans le présent et dans l'avenir, la libre circulation du fleuve, c’est-à-dire la traversée souterraine, choisie d'ailleurs par le législateur en 1883. »

Cette opposition, qui se traduisit par de violentes joutes oratoires au conseil général entre les représentants des deux cités normandes, fit une nouvelle fois retarder la déclaration d'utilité publique de la voie ferrée du Sud-Ouest. Ce report de la question suscita des initiatives privées (nouveau projet de tunne] métallique de Jean Berliet en 1902, proposition de passage du fleuve par bac porte-trains émanant de la compagnie Fives-Lille en 1904, etc.), tout aussi stériles que les précédentes. Les années s'écoulaient, exaspérantes pour les Havrais, rassurantes pour les Rouennais.

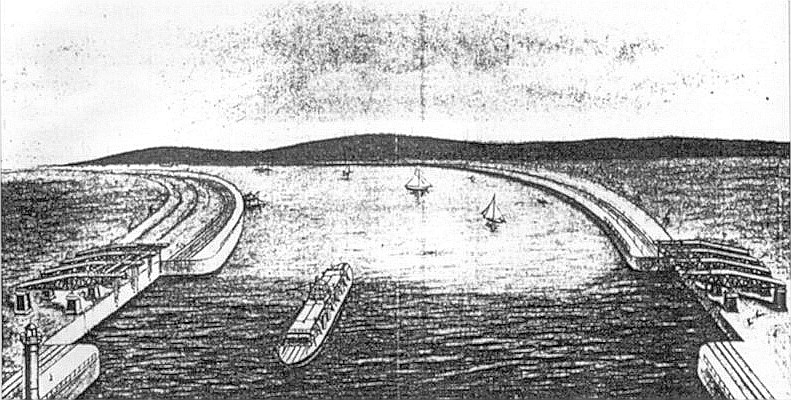
Projet Fives-Lille de bac porte-trains (1904).

De 1910 à 1914, les débats reprirent autour de la traversée de la Seine par un ouvrage aérien alors que la ligne du Sud-Ouest se transformait peu à peu en un second chemin de fer du Havre à Paris par la rive gauche. L'essentiel des discussions porta sur la hauteur libre sous le viaduc. De 57 mètres, les ingénieurs la firent passer à 59 mètres en 1911, 63 mètres en 1912, puis 65 mètres en 1913. « Insuffisant ! » déclaraient à chaque fois les Rouennais qui obtinrent finalement gain de cause avec l'ajournement de la déclaration d'utilité publique, le 18 mars 1914, par M. Pichery, ministre des Travaux publics. C'est durant cette période précédant la Première Guerre mondiale que culmina l'affrontement entre les deux grandes villes normandes. Chaque cité, par l'intermédiaire d'un homme, Richard Waddington pour Rouen, Louis Brindeau pour Le Havre, et d'un ou plusieurs quotidiens, le Journal de Rouen et la Dépêche de Rouen d'une part, le Journal du Havre d'autre part, s'invectivaient sur le bien-fondé du projet. Les articles des quotidiens d'une ville répliquaient invariablement à ceux de la cité rivale. Des arguments identiques étaient utilisés à plusieurs reprises ; à chaque fois, ils étaient contredits par des démonstrations semblables. Les Rouennais reprochaient aux Havrais de vouloir asphyxier leur port en limitant, par la construction d'un viaduc, la possibilité de remontée d'un certain nombre de navires, de menacer le trafic en cas d'écroulement de l'ouvrage. Les seconds accusaient les premiers d'agir à des fins égoïstes pour limiter la concurrence de la Porte Océane en réduisant ses débouchés. Des édiles havrais (sous couvert d'anonymat), au plus fort de la querelle, après avoir invectivé les responsables rouennais, les couvrant d'insultes, proposèrent même un nouveau découpage des départements normands, Seine-Inférieure et Eure, selon une limite nord-sud et non est-ouest évitant ainsi aux sœurs ennemies de se retrouver dans la même circonscription administrative.
Le projet n'était pas enterré officiellement après l'ajournement de la déclaration d'utilité publique mais cela ressemblait fort à un abandon. Les études reprirent bien après la guerre mais elles furent tout aussi infructueuses qu'auparavant. On parla de nouveau d'un tunnel ou d'un bac porte-trains, de construire la ligne au titre des réparations de guerre en nature dues par l'Allemagne. L'enthousiasme, la pugnacité des Havrais s'étaient amoindris avec le temps ; la lassitude gagnait même les plus ardents défenseurs de la voie ferrée nouvelle. Les années vingt furent perdues en atermoiements ; la crise économique des années trente, le rôle croissant de l'automobile mirent un terme aux espoirs havrais. Un ultime projet par viaduc, précis tant sur le plan technique que financier, fut bien déposé en 1931 mais le temps n'était plus aux grands travaux ferroviaires ; son abandon n'en fut que plus rapide.

## Les raisons d'un échec
Soixante années de débats, parfois passionnés, pas moins d'une quarantaine de projets, sans compter les variantes, tous ces efforts furent donc vains car la ligne ne fut jamais construite. Pourquoi tant d'attente et pour finalement ne jamais aboutir ? Les difficultés rencontrées furent multiples et leur cumul explique l'échec de la mise en place de l'itinéraire :

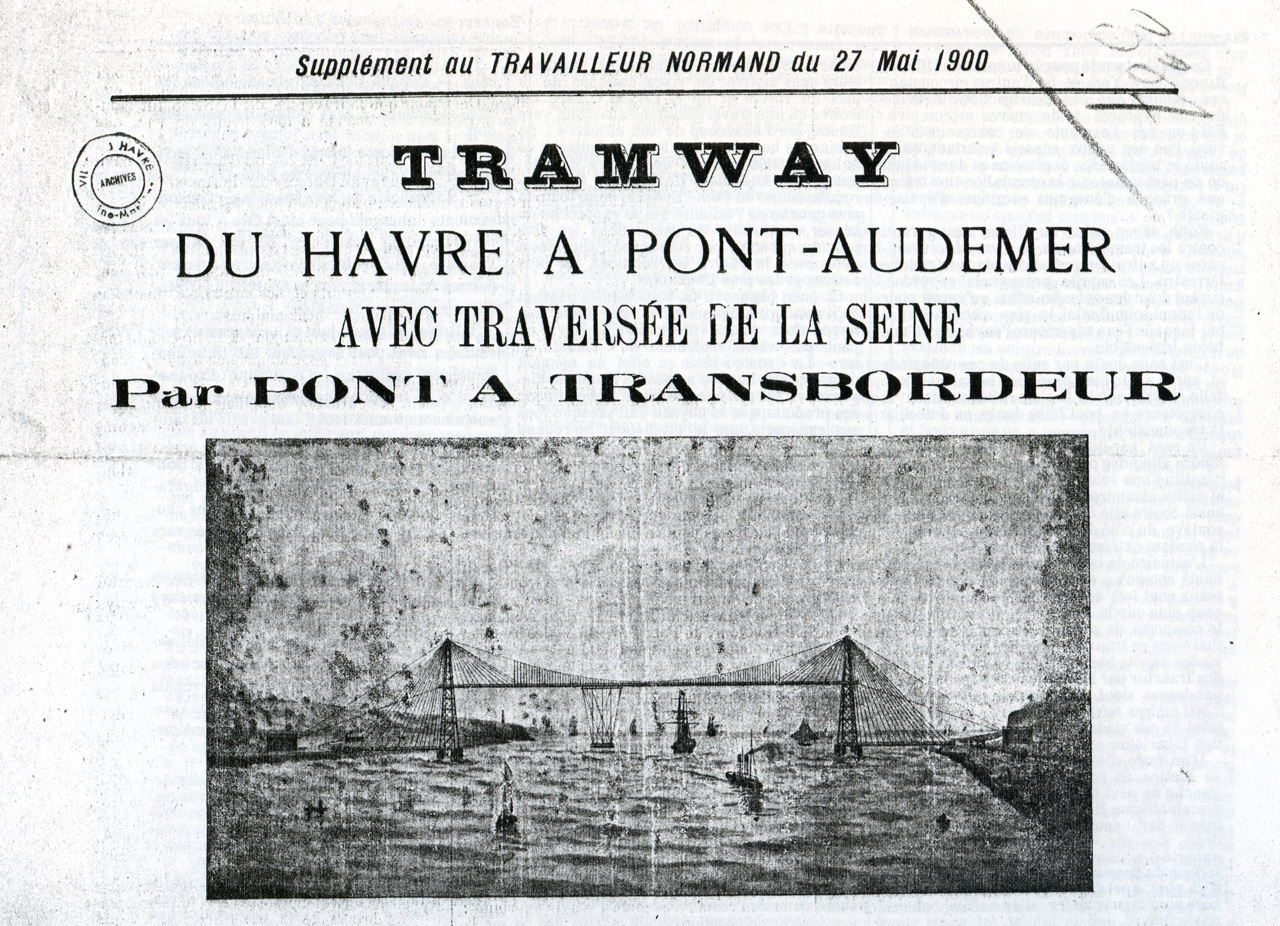
La Ligne du Sud-Ouest fit souvent la une des journaux locaux, ici celle d'un supplément du journal du Travailleur normand, 27 mai 1900.

- Problèmes d'ordre technique, dans le cadre du passage de la Seine, qui entraînaient non seulement l'adoption de solutions innovantes et difficiles à mettre en œuvre mais un coût très important (et susceptible d'être révisé fortement à la hausse) du projet. Un risque d'échec n'était même pas impossible à exclure et donc du capital déjà investi[18].
- Rivalités entre Rouen et Le Havre qui reposaient à la fois sur la crainte plus ou moins fondée des autorités de la première ville citée de voir entraver la libre circulation sur le fleuve et sur des motifs moins nobles de concurrence entre les deux ensembles portuaires (voire tout simplement sur l'esprit de clocher). Une nouvelle ligne vers le sud-ouest aurait donné certes de nouveaux débouchés à la Porte Océane mais n'aurait pas capté une partie du trafic traditionnel du port de Rouen[19].
- Difficultés d'ordre politique qui relevaient de deux niveaux différents. À l'échelon local, les manœuvres à finalité personnelle de certains notables locaux étaient dénoncées. M. Berge, conseiller général de Lillebonne, gendre du président de la République, Félix Faure, fut accusé de retarder le projet d'un franchissement de la Seine près du Havre au profit de la variante par Saint-Maurice-d'Etelan, commune dans laquelle il possédait une grande propriété (celle-ci aurait ainsi pris une importante plus-value en raison de la proximité du nouvel itinéraire)[20]. À l'échelle nationale, c'était le soutien d'importantes personnalités aux agissements peu scrupuleux de la Compagnie des chemins de fer de l'Ouest qui était critiqué. La société utilisait en effet des pratiques douteuses consistant à éliminer une possible concurrence et à limiter ses investissements dans de nouvelles infrastructures (multiplication d'inutiles études de faisabilité, changement du statut des lignes à construire qui d'intérêt local devenaient d'intérêt général…) pour pallier une situation financière difficile[21].

## Épilogue
Lorsqu'en 1959, la Seine vit, pour la première fois, un pont l'enjamber en aval de Rouen, celui-ci n'était destiné qu'aux automobiles, le chemin de fer en était exclu. La voie ferrée, pourtant, avait montré le chemin ; le fait même que Tancarville, site préconisé à maintes reprises dans les études de la fin du XIXe et du début du XXe siècle, soit choisi comme lieu de franchissement du fleuve, confirmait le bien fondé des études qui avaient été menées dans le cadre du projet de la ligne du Sud-Ouest. Depuis cette date, la mise en service du pont de Normandie, en janvier 1995, a permis un second franchissement de la Seine encore plus en aval. Au-delà de sa portée régionale, le nouvel ouvrage s'avère être un des maillons de la liaison transversale reliant Calais à Bayonne, connue sous le nom d'Autoroute des estuaires destinée à desservir l'ouest du pays tout en soulageant le nœud de communication parisien mais, une fois encore, la voie ferrée a été exclue du projet.
L'idée d'un tunnel sous l'estuaire de la Seine revient régulièrement,,.Avec le développement de Port 2000 au Havre, un nouveau projet de franchissement ferroviaire (ou routier) de l'estuaire de la Seine est à l'étude (sous l'impulsion de la CCI de la ville) mais ne serait réalisé qu'à très long terme.